# 머서티드빌 자치시

머서티드빌 자치시

머서티드빌 자치시(영어: Merthyr Tydfil, 웨일스어: Merthyr Tudful 메르시르티드빌)는 웨일스 남부에 위치한 주급 자치시로 행정 중심지는 머서티드빌이며 면적은 111km2, 인구는 58,800명(2011년 기준), 인구 밀도는 502명/km2이다.